# Dzavhan tartomány
Dzavhan tartomány (mongolul: Завхан аймаг) Mongólia huszonegy tartományának (ajmag) egyike. Az ország északnyugati részén terül el, székhelye Uliasztaj.

## Földrajz
Nyugaton Uvsz- és Hovd-, északkeleten Hövszgöl-, keleten Észak-Hangáj és Bajanhongor tartománnyal, valamint északon Oroszországgal határos. Délen Góbi-Altaj tartománnyal hosszú szakaszon a Dzavhan folyó képezi a határt.
A tartomány kisebbik, nyugati része a Nagy-tavak medencéjéhez tartozó száraz, homokos vidék, dűnemező (Bor-Har elsz, Бор хар элс). Központi és nyugati területein a Hangáj-hegység északi része terül el, itt emelkedik legmagasabb hegye, az Otgon-Tenger. A Hangajt az északabbra húzódó Bujanajn-hegységtől az Ider völgye választja el.
A Hangaj gerincén fut a vízválasztó, mely a Jeges-tenger vízgyűjtő területét a belső lefolyástalan medencék vízgyűjtőjétől választja el. A hegység északi lejtőin ered az Ider és a tartomány nyugati területein, a Bujanaj-hegység lábánál folyik főfolyója, a Szelenga felé. A Hangáj túlsó, déli lejtőin indul útjára több forrásággal Nyugat-Mongólia leghosszabb folyója, a Dzavhan, mely a hegység vizeit a lefolyástalan Hjargasz-tóig szállítja. 
A tartomány nyugati határán fekszik a Nagy-tavak medencéjének további két tava: a Har-tó (Хар нуур, jelentése: 'fekete tó', 530 km2) és a hozzá kapcsolódó kisebb Dörgön-tó (Дөргөн нуур). A Hangájban van egy másik Har-tó (Хар нуур) is; a Bulnaj-hegység nevezetes sóstava, a Telmen-tó 1782 m magasságban fekszik. Az azonos nevű Telmen járás (az Ider völgyében) kőhalom-sírjairól híres.

### Éghajlat
Éghajlata szélsőségesen kontinentális. A januári középhőmérséklet -34 °C, a júliusi 22 °C. Az éves csapadékmennyiség a hegyekben akár 400 mm is lehet, másutt 200-260 mm. Az Ulisztaj tartományi székhelyen (1754 m magasságban) mért legnagyobb hideg -46,2 °C, a legnagyobb meleg 32 °C volt (az 1970-es évekig).

## Népessége
| 2011 | 65 481 |
| 2015 | 69 916 |

## Járások
| Járás               | Mongol nyelven | Népesség (2005) |
| ------------------- | -------------- | --------------- |
| Aldarhán járás      | Алдархаан      | 3708            |
| Aszgat járás        | Асгат          | 1125            |
| Bajanhajran járás   | Баянхайрхан    | 1968            |
| Bajantesz járás     | Баянтэс        | 3024            |
| Dörvöldzsin járás   | Дөрвөлжин      | 2323            |
| Erdenehajrhan járás | Эрдэнэхайрхан  | 1771            |
| Ider járás          | Идэр           | 2714            |
| Ih-Úl járás         | Их-Уул         | 6271            |
| Nömrög járás        | Нөмрөг         | 1848            |
| Otgon járás         | Отгон          | 3478            |
| Szantmargac járás   | Сантмаргац     | 2101            |
| Silűsztej járás     | Шилүүстэй      | 2450            |
| Szongino járás      | Сонгино        | 1921            |
| Telmen járás        | Тэлмэн         | 2820            |
| Tesz járás          | Тэс            | 3230            |
| Toszoncengel járás  | Тосонцэнгэл    | 9045            |
| Cagáncsulút járás   | Цагаанчулуут   | 1496            |
| Cagánhajrhan járás  | Цагаанхайрхан  | 1823            |
| Cecen-Úl járás      | Цэцэн-Уул      | 2114            |
| Tüdevtej járás      | Түдэвтэй       | 2003            |
| Urgamal járás       | Ургамал        | 1822            |
| Jarú járás          | Яруу           | 2547            |
| Dzavhanmandal járás | Завханмандал   | 1324            |

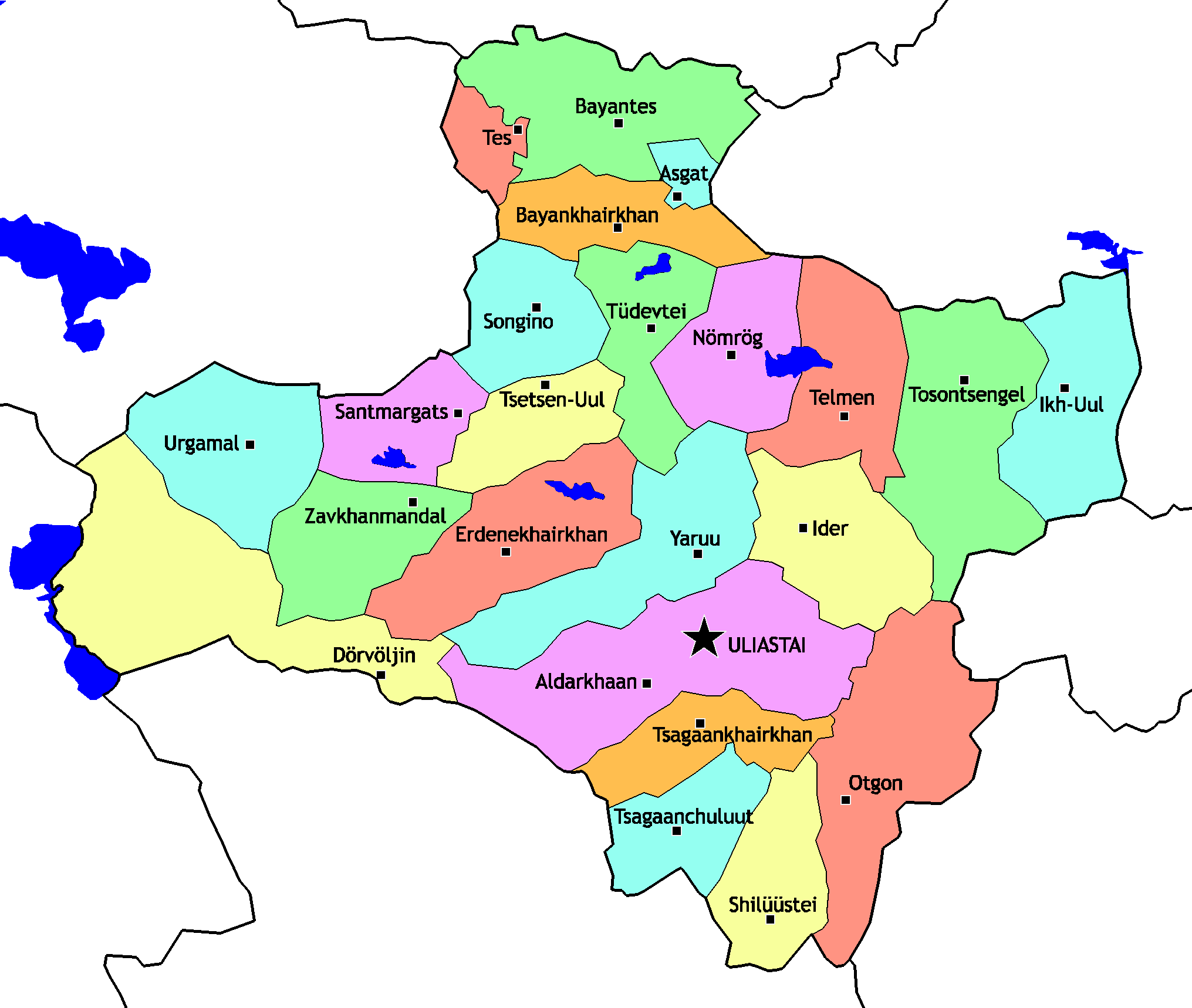
A tartomány járásai

A tartomány székhely, Uliasztaj népessége 2005-ben 15 742 fő volt.